# Massimiliano Manfredi
Massimiliano Manfredi (Roma, 27 maggio 1969) è un doppiatore, direttore del doppiaggio e dialoghista italiano.

## Biografia
È noto soprattutto per essere il doppiatore principale di Orlando Bloom, Chris Hemsworth e James Franco, per aver prestato la voce a Mark Wahlberg, Owen Wilson, Matt Damon e Edward Norton in alcune significative interpretazioni; a Ewan McGregor nel film Moulin Rouge!, Adrien Brody ne Il pianista e nella serie televisiva Peaky Blinders, Sean Kanan in Beautiful, Barry Watson in Settimo cielo e il giovane gareggiante Saetta McQueen in Cars - Motori ruggenti, Cars 2, Cars 3 e la serie animata Disney+ Cars on the Road (interpretato in originale da Owen Wilson).
Dal 2014, a partire da Big Hero 6, è direttore del doppiaggio dei Classici Disney e dal 2017, da Cars 3, dei Lungometraggi Pixar.
È lo speaker ufficiale di Rai 1 e la voce narrante del programma televisivo 1000 modi per morire, trasmesso su DMAX.

### Vita privata
Ex compagno della doppiatrice Stella Musy, è cugino dei doppiatori Fabrizio Manfredi e Marco Guadagno.

## Doppiaggio

### Film
- Chris Hemsworth in Star Trek, Thor, The Avengers, Biancaneve e il cacciatore, Into Darkness - Star Trek, Rush, Thor: The Dark World, Blackhat, Avengers: Age of Ultron, Heart of the Sea - Le origini di Moby Dick, Il cacciatore e la regina di ghiaccio, Doctor Strange, Thor: Ragnarok, Avengers: Infinity War, 12 Soldiers, Avengers: Endgame, Men in Black: International, Tyler Rake, Spiderhead, Thor: Love and Thunder, Tyler Rake 2
- Orlando Bloom in Il Signore degli Anelli - La Compagnia dell'Anello, Il Signore degli Anelli - Le due torri, Il Signore degli Anelli - Il ritorno del re, La maledizione della prima luna, Elizabethtown, Troy, Le crociate - Kingdom of Heaven, Pirati dei Caraibi - La maledizione del forziere fantasma, Pirati dei Caraibi - Ai confini del mondo, I tre moschettieri, Lo Hobbit - La desolazione di Smaug, Lo Hobbit - La battaglia delle cinque armate, Codice Unlocked, Pirati dei Caraibi - La vendetta di Salazar, Gran Turismo - La storia di un sogno impossibile
- James Franco in James Dean - La storia vera, Spider-Man, Spider-Man 2, Spider-Man 3, Molto incinta, Milk, Mangia prega ama, 127 ore, Sua Maestà, The Iceman, Lovelace, Il grande e potente Oz, Facciamola finita, The Interview, Sballati per le feste!, Goat, Proprio lui?, La ballata di Buster Scruggs, Zeroville
- Owen Wilson in Ti presento i miei, Zoolander, Le spie, Mi presenti i tuoi?, Tu, io e Dupree, Drillbit Taylor - Bodyguard in saldo, Vi presento i nostri, Midnight in Paris, Grand Budapest Hotel, Vizio di forma, No Escape - Colpo di stato, Zoolander 2, 2 gran figli di..., The French Dispatch of the Liberty, Kansas Evening Sun, Marry Me - Sposami, La casa dei fantasmi
- Mark Wahlberg in The Fighter, Ted, Pain & Gain - Muscoli e denaro, Transformers 4 - L'era dell'estinzione, Ted 2, Deepwater - Inferno sull'oceano, Boston - Caccia all'uomo, Transformers - L'ultimo cavaliere, Tutti i soldi del mondo, Red Zone - 22 miglia di fuoco, Spenser Confidential, Joe Bell, Father Stu, Flight Risk - Trappola ad alta quota
- Edward Norton in Schegge di paura, Tutti dicono I Love You, Tentazioni d'amore, The Score, Frida, La 25ª ora, The Italian Job, L'incredibile Hulk, Pride and Glory - Il prezzo dell'onore, Fratelli in erba, The Bourne Legacy, Motherless Brooklyn - I segreti di una città, Glass Onion: Knives Out, A Complete Unknown
- Matt Damon in Mystic Pizza, L'uomo della pioggia - The Rainmaker, Dogma, The Departed - Il bene e il male, The Good Shepherd - L'ombra del potere, Green Zone, Il Grinta, I guardiani del destino, Contagion, Monuments Men, Suburbicon, Unsane, Drive-Away Dolls
- Ewan McGregor in Nightwatch - Il guardiano di notte, The Eye - Lo sguardo, Moulin Rouge!, Miss Potter, Alex Rider: Stormbreaker, L'uomo nell'ombra, Tata Matilda e il grande botto, Il cacciatore di giganti, Ritorno al Bosco dei 100 Acri
- Adrien Brody in Il pianista, The Singing Detective, The Village, King Kong, Hollywoodland, Il treno per il Darjeeling, Manolete, Giallo, Splice, Omicidio nel West End, Blonde, Ghosted
- Simon Pegg in Hot Fuzz, Paul, Mission: Impossible - Protocollo fantasma, La fine del mondo, Mission: Impossible - Rogue Nation, Ready Player One, Mission: Impossible - Fallout, Mission: Impossible - Dead Reckoning, Mission: Impossible - The Final Reckoning
- Ryan Gosling in The Believer, Le pagine della nostra vita, Il caso Thomas Crawford, Blue Valentine, Le idi di marzo, La La Land, Song to Song,  First Man - Il primo uomo
- Patrick Wilson in A-Team, Il buongiorno del mattino, L'evocazione - The Conjuring, The Conjuring - Il caso Enfield, Vicolo cieco, The Nun - La vocazione del male, Annabelle 3
- Jason Bateman in State of Play, L'isola delle coppie, Tra le nuvole, Disconnect, This Is Where I Leave You
- Jay Mohr in Mafia!, Scherzi del cuore, Un sogno per domani, S1m0ne
- Christian Bale in Maria, madre di Gesù, Sogno di una notte di mezza estate, The New World - Il nuovo mondo, Io non sono qui
- Ioan Gruffudd in I Fantastici 4, I Fantastici 4 e Silver Surfer, Sanctum 3D, Bad Boys: Ride or Die
- Ryan Reynolds in Maial College, Ricatto d'amore, Buried - Sepolto
- James McAvoy in In trance, Split, Glass
- Karl Urban in The Chronicles of Riddick, The Bourne Supremacy, Red
- Wes Bentley in Le quattro piume, Ghost Rider, Il drago invisibile
- Michael Sheen in The Twilight Saga: New Moon, The Twilight Saga: Breaking Dawn - Parte 1, The Twilight Saga: Breaking Dawn - Parte 2
- James Marsden in Sonic - Il film, Sonic 2 - Il film, Sonic 3 - Il film
- Brendan Fraser in School Ties, The Quiet American
- Paul Bettany in Dogville, Firewall - Accesso negato
- Luke Wilson in Old School, Idiocracy
- Tim Robbins in Dal college... con furore!, Niente da perdere
- Chris Messina in Vicky Cristina Barcelona, Devil
- Michael Ealy in La bottega del barbiere, La bottega del barbiere 2
- Eric Bana in King Arthur - Il potere della spada
- Michael Fassbender in The Counselor - Il procuratore
- Chris Evans in Gifted - Il dono del talento
- John Cusack in Quando l'amore è magia - Serendipity
- Seth Green in Austin Powers - Il controspione
- Tom Bateman in Un uomo tranquillo
- Mike Vogel in The Help
- Garret Dillahunt in Un gelido inverno
- Tobey Maguire in Harry a pezzi
- B. J. Novak in Saving Mr. Banks
- Jonathan Rhys Meyers in Match Point
- Michiel Huisman in Adaline - L'eterna giovinezza
- Andy García in Amarsi
- Jerry Dean in Gloria
- Roger Bart in Insider - Dietro la verità
- Ed Helms in Un'impresa da Dio
- Colin Farrell in Tigerland
- Noah Huntley in Le cronache di Narnia - Il leone, la strega e l'armadio
- Michael Böllner in Willy Wonka e la fabbrica di cioccolato (ridoppiaggio)
- Burn Gorman in Il cavaliere oscuro - Il ritorno
- Glenn Fitzgerald in The Sixth Sense - Il sesto senso
- Hugo Speer in The Interpreter
- Jason London in L'uomo della luna
- Matthew Lillard in La signora ammazzatutti
- Jerry Levine in L'agguato - Ghosts from the Past
- Mackenzie Crook in Neverland - Un sogno per la vita
- Tiger Williams in Terremoto
- River Phoenix in Explorers
- Ben Schwartz in Stanno tutti bene - Everybody's Fine
- Carlos Ponce in Baciati dalla sfortuna
- Tom Leeb in I viziati
- Leonardo Sbaraglia in Bird Box Barcellona
- Takeshi Kaneshiro in Returner - Il futuro potrebbe essere storia

### Film d'animazione
- Saetta McQueen in Cars - Motori ruggenti, Cars 2, Cars 3
- Flik in A Bug's Life - Megaminimondo, Toy Story 2 - Woody e Buzz alla riscossa
- Milo in Atlantis - L'impero perduto, Atlantis - Il ritorno di Milo
- Giornalista in Big Hero 6
- Signor Hands in Il pianeta del tesoro
- Mamoru Chiba/Smoking Mascherato in Sailor Moon R The Movie - La promessa della rosa
- Spazzola ne L'eroe dei due mondi
- Valiant in Valiant - Piccioni da combattimento
- Cashew ne La famiglia Proud - Il film
- Padre di Milo in Milo su Marte
- Henry Gardner in Cicogne in missione
- Benny Grugno/Capitan Mutanda in Capitan Mutanda - Il film
- Mut in Alla ricerca della Valle Incantata 3 - Il mistero della sorgente
- Monsier Hood in Shrek
- Mattone in Gli Incredibili 2
- amministratore del fondo d'investimento in Soul[4]
- Sebastian il grillo in Pinocchio di Guillermo del Toro
- Orion Pax / Optimus Prime in Transformers One
- Carl Sagan in Elio (film)

### Serie televisive
- James Franco in Hollywood Heights - Vita da popstar, The Deuce - La via del porno, Angie Tribeca
- Ioan Gruffudd in Hornblower, Forever, Liar - L'amore bugiardo
- Barry Watson in Settimo Cielo, Samantha chi?
- Barry Sloane in Revenge, The Whispers
- Jamie Bamber in  Marcella[5],  Perception[6]
- Martin Henderson in Grey's Anatomy
- David Julian Hirsh in Hawthorne - Angeli in corsia
- David Tennant in Broadchurch
- Ron Perlman in 1000 modi per morire
- Tom Williamson in K.C. Agente Segreto
- Tyler Hoechlin in Supergirl
- Billy Warlock in Baywatch
- Adrien Brody in Peaky Blinders
- Connor Trinneer in Stargate Atlantis
- Fabio Di Tomaso in Incorreggibili
- Lawrence Saint-Victor e Sean Kanan in Beautiful
- Dr. Keel E.Coleman in E.R. Storie Incredibili
- Will Forte in The Four Seasons

### Cartoni animati e anime
- Principino Louis Josef in Lady Oscar
- Kumi ne Le avventure di Marco Polo
- Henrich Clemen in Julie rosa di bosco
- Ken Shirogane in Moby Dick 5
- Esteban in Esteban e le misteriose città d'oro
- Franz in Sui monti con Annette
- Jody ne Il cucciolo
- Tritolo in Lilli un guaio tira l'altro
- Kogaiji in Saiyuki
- Baymax in Big Hero 6 - La serie, Baymax!
- Bruce Harper in Capitan Tsubasa - Holly e Benji
- Lotti in Tutti in campo con Lotti
- Abel Buttman da bambino in Georgie
- Sébastien in Belle et Sebastien
- Tom Sawyer in Tom Story
- Masai in Galaxy Express 999
- Sesshomaru in Inuyasha
- Shinpei Kuroda e Ichiro Kishida in Boogiepop Phantom
- Suguru Teshigawara in Great Teacher Onizuka
- Gotoh in Hunter × Hunter
- Ryosuke Takahashi in Initial D
- Imperatore Hotohori in Fushigi yûgi: il gioco misterioso
- Kiba in Wolf's Rain
- Dr. Nick Riviera in I Simpson (solo st. 17)
- Litch in Adventure Time
- Gary Gibbs in Monsters & Co. la serie - Lavori in corso!
- Gren in Il principe dei draghi
- Saetta McQueen in Cars on the Road

### Videogiochi
- Ercole in Disney's Hercules (1997)[7]
- Flik in A Bug's Life (1998),[8] Bottega dei giochi - A Bug's Life (1999)[9]
- Milo Thatch in Atlantis: L'impero perduto (2001)[10]
- Sig. Tumnus e Grifone ne Le cronache di Narnia - Il leone, la strega e l'armadio (2005)[11]
- Saetta McQueen in Cars 2 (2011)[12], Disney Infinity (2013),[13] Cars 3 - In gara per la vittoria (2017)[14]